# Crystal Chappell
Crystal Chappell (Silver Spring, 4 augustus 1965) is een Amerikaanse soapactrice.

## Carrière
Ze begon haar carrière in 1989 met een kleine rol in de soap All My Children en maakte dan de overstap naar Santa Barbara waar ze kort het personage Jane Kingsley speelde. In juni 1990 begon ze in Days of our Lives als dokter Carly Manning. Carly was meteen een van de hoofdpersonages en was altijd prominent aanwezig. Op de set ontmoette ze haar toekomstige echtgenoot Michael Sabatino, die de rol van Lawrence Alamain speelde. De verhaallijn bereikte een climax in 1993 toen ze door Vivian Alamain (Louise Sorel) levend begraven werd. Chappell verliet de serie datzelfde jaar omdat ze te veel geld vroeg voor de rol en ze meningsverschillen had met de hoofdschrijver James Reilly.
Haar volgende grote rol was die van Maggie Carpenter in One Life to Live van 1995 tot 1997.
In juli 1999 begon ze aan haar rol van complexe slechterik en antiheldin Olivia Spencer Lewis in de soap Guiding Light. De rol van Olivia was oorspronkelijk bedoeld om slechts kort mee te draaien, maar haar personage werd zo populair dat ze bleef. In 2002 won ze een Emmy Award voor beste vrouwelijke bijrol. Hier werd ze nog enkele keren voor genomineerd en haar aandeel in de serie werd groter waardoor ze in 2007 en 2008 zelfs werd genomineerd voor beste vrouwelijke hoofdrol.
In 2005 was ze nochtans terughoudend op een contractverlenging bij Guiding Light. Haar personage was wat naar de achtergrond verdwenen maar toch tekende ze. Dan bood One Life to Live haar de contractrol van Paige Miller aan, die door Kimberlin Brown gespeeld werd maar die de serie ruilde om opnieuw Sheila Carter te spelen. Chappell vroeg om haar contract te verbreken maar de producers van Guiding Light weigerden dit.
De paring van Chappells personage Olivia Spencer met Natalia Rivera (Jessica Leccia) – aangeduid met het porte-manteau 'Otalia' – kreeg sinds begin 2009 veel media-aandacht. De verhaallijn wordt zowel door soapcritici als lgbt-media geroemd om de gedetailleerde uitwerking en de realistische weergave van een langzaam opbloeiende liefde tussen twee vrouwen, die niet ingegeven lijkt door de wens de kijkcijfers door middel van (eenmalig) shockeffect te verhogen.
In april 2009 werd bekend dat Guiding Light in september 2009 zou stoppen op CBS. Chappell sloot in juni een deal met Days of our Lives om opnieuw haar personage van Carly Manning op te nemen.

## Persoonlijk leven
Chappell werd geboren in Silver Spring, Maryland. Van 1988 tot 1991 was ze gehuwd met Scott Fanjoy. Sinds 8 januari 1997 is ze gehuwd met Michael Sabatino. Ze hebben twee kinderen: Jacob Walker (geboren in april 2000) en Dylan Michael (geboren in september 2003).
Chappells favoriete series zijn Grey's Anatomy, Will & Grace en Desperate Housewives.

## Prijzen

### Gewonnen
- 2002 Daytime Emmy Award Beste vrouwelijke bijrol in een dramaserie (Guiding Light)
- 1993 Soap Opera Digest Award Meest aantrekkelijke vrouwelijke ster (Days of Our Lives)

### Genomineerd
- 2008 Daytime Emmy Award Beste vrouwelijke hoofdrol in een dramaserie (Guiding Light)
- 2007 Daytime Emmy Award Beste vrouwelijke hoofdrol in een dramaserie (Guiding Light)
- 2006 Daytime Emmy Award Beste vrouwelijke bijrol in een dramaserie (Guiding Light)
- 2005 Daytime Emmy Award Beste vrouwelijke bijrol in een dramaserie (Guiding Light)